# Вритра
Вритра (санскр. वृत्र, «затор», «преграда»; «враг»; «облачитель») — в индуизме змееобразный демон хаоса. 

## Основные сведения
Вритра характеризуется в «Ригведе» как дикий, хитрый зверь, растущий в темноте, «не-человек» и «не-бог». В его распоряжении находились гром, молния, град, туман. Также ему принадлежали 99 крепостей, разрушенных Индрой, который убил и их хозяина. Победа Индры над Вритрой рассматривается как космогонический акт перехода от хаоса к космосу.